# 전파 은하

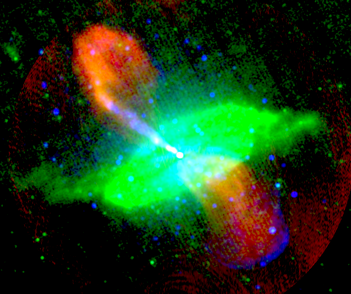
전파(적색), 24-마이크론 적외선(녹색), 0.5~5 KeV X-선 방출(청색)을 보여주는 가까운 전파은하 센타우루스자리 A의 의색 사진. 세 파장대에서의 싱크로트론 방출로 제트가 보인다. 전파엽은 전파대역에서만 방출하므로 적색으로 보인다. 은하의 가스와 먼지는 적외선에서 열복사를 방출한다. 뜨거운 가스의 열 X-선 방출과 상대론적 전자의 비열적 방출은 전파엽 근처의 청색 '껍질'로, 특히 남쪽(아래쪽)에서 그렇게 보인다.

전파 은하(영어: Radio galaxy)와 강전파 퀘이사 및 블레이자는 10 MHz~100 GHz의 전파 대역에서 광도가 최대 1039 W로 매우 밝은 활동 은하의 유형이다. 여기서 전파 방출은 싱크로트론 과정에 의한 것이다. 전파 방출로 관측된 구조는 제트 쌍과 외부 물질 사이의 상호 작용에 의해 밝혀지고, 상대론적 분사출 효과에 의해 조정된다. 숙주 은하는 거의 독자적으로 거대한 타원 은하이다. 강한 전파(radio-loud) 활동 은하는 그 자체 뿐만 아니라 먼 거리에서 관측되기 때문에 관측적 우주론에 대한 귀중한 도구도 되기 때문에 흥미롭다. 최근에는 특히 은하군과 은하단과 같은 공간의 은하 간 물질에서 이러한 천체들의 효과에 대한 더 많은 연구가 진행되어 왔다.

## 방출 과정
강전파 활동 은하에서의 전파방출은 매우 매끄럽고 넓은 대역의 특징과 강한 편광으로부터 추론된 싱크로트론 방출이다. 이는 강전파 방출이 적어도 상대론적 속도(로렌츠 인자 ~104)의 전자와 자기장을 포함하는 플라스마에서 비롯된 것임을 암시한다. 싱크로트론 복사의 방출으로부터 직접적인 구성 입자를 밝히는 방법은 없다. 또 관측으로부터 입자와 자기장의 에너지 밀도를 측정할 방법도 없다. 같은 싱크로트론 복사율은 소수의 전자와 강력한 자기장, 또는 약한 자기장과 많은 전자, 아니면 그 중간 정도에 의한 결과물이기 때문이다. 복사율이 주어진 영역이 가질 수 있는 최소 에너지 밀도인 최소 에너지 조건을 밝혀내는 것은 가능하다. 그러나 수년간 어디서나 최소 에너지 가까이의 진짜 에너지라고 여길만한 특별한 이유가 없었다.

### 싱크로트론 방출의 자매 과정
싱크로트론 방출의 자매 과정은 상대론적 전자가 주변 광자와 상호 작용하여 높은 에너지로 톰슨 산란시키는 역콤프턴 과정이다. 강전파 방출원으로부터의 역콤프턴 방출은 X-선에서 특히 중요하게 발생한다. 그리고 방출이 전자밀도에만 의존하기 때문에 역콤프턴 산란의 관측은 어느 정도 모형에 의존한, 입자와 자기장의 에너지 밀도의 추정을 할 수 있게 해준다. 이는 다양한 강력한 방출원이 실제로 최소 에너지 조건에 꽤 가까이 있다는 것에 대한 논증으로 이용되어 왔다.

### 다양한 파장
싱크로트론 방출은 전파 대역에만 한정되어 있지 않다. 전파원이 입자를 충분히 높은 에너지로 가속할 수 있다면, 전파에서 관측되는 특징이 적외선, 가시광선, 자외선, 심지어 X-선에서도 보일 수 있다. 후자의 경우에는 방출 원인의 전자가 일반적인 세기의 자기장에서 1 TeV를 넘는 에너지를 가져야 하긴 해도 말이다. 다시, 편광과 연속 스펙트럼은 다른 방출과정으로부터 싱크로트론 방출을 구별하는데 이용된다. 제트와 열점은 보통 고주파 싱크로트론 방출원이다. 관측적으로 싱크로트론 방출과 역콤프턴 방출을 구별하는 것은 어려우며, 우리가 특히 X-선에서 보는 일부 천체에서의 과정에 대한 논쟁이 계속되고 있다.

### 페르미 가속
싱크로트론 방출과 역콤프턴 방출을 발생시키는 상대론적이고 비열적인 입자 개체가 만드는 과정은 종합적으로 입자가속으로 알려져 있다. 페르미 가속은 강전파 활동 은하에서 신뢰되는 입자 가속 과정 중 하나다.

## 전파 구조

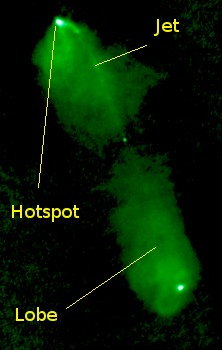
FRII 전파 은하 3C 98에서 나타나는 거대한 규모의 전파 구조의 의색 사진. 전파엽, 제트와 열점이 해당 부분에 각각 이름 붙여져있다.

전파 은하와 그보다 작은 강한 전파 퀘이사는 전파 지도에서 폭 넓은 범위의 구조를 보여준다. 가장 흔한 거대한 규모의 구조는 전파엽(lobe)이라 불린다. 이러한 구조는 보통 꽤 대칭적인 쌍으로, 활동 은하핵의 양쪽에 위치해 있는 거의 타원체 구조이다. 극소수의 낮은 광도의 전파원에서는 보통 그보다 훨씬 더 길게 늘어난 전파 플룸(plume)으로 알려진 구조가 나타난다. 일부 전파 은하는 하나 또는 둘의 길고 좁으며, 은하핵에서 나와 곧장 전파엽으로 향하는 제트(jet)라고 알려진 구조를 보여준다.(가장 유명한 예는 처녀자리 은하단의 거대은하 M87이 있다) 1970년대부터, 가장 폭넓게 받아들여지는 모형은 전파엽 또는 전파 플룸이 활동 은하핵 가까이에서 나오는 고에너지 입자와 자기장의 방출기둥에 의해 동력을 얻는다는 것이다. 제트는 이 방출기둥의 가시적 모습으로 여겨지고 있다. 그리고 종종 제트라는 단어는 관측 가능한 모습과 근본적인 흐름 둘 다를 지칭하곤 한다.

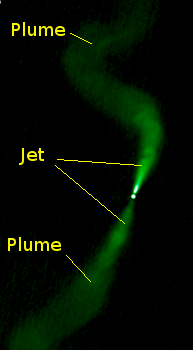
FRI 전파은하 3C31에서 나타나는 거대한 규모의 전파구조의 의색 사진. 제트와 전파플룸이 해당 부분에 각각 이름 붙여져있다.

## 분류
1974년, 패너로프와 라일리에 의해 두 유형으로 세분화 되었는데, 패너로프-라일리 분류 I형(Fanaroff-Riley Class I, FRI)과 패너로프-라일리 분류 II형(Fanaroff-Riley Class II, FRII)형이 그것이다. 두 유형의 차이는 원래 거대한 규모의 전파방출 형태에 기반한 것이다(유형은 전파 방출에서 가장 밝은 점 사이의 거리에 의해 결정된다). FRI 전파원은 중심부 쪽이 가장 밝은데 비해, FRII 전파원은 가장 자리 부분에서 가장 밝다. 패너로프와 라일리는 두 유형 사이의 상당히 뚜렷한 광도 차이를 관측했다. FRI는 광도가 낮으며, FRII는 광도가 높다. 더 상세한 전파 관측으로, 형태는 전파원에서의 에너지 수송 방식을 반영하는 것으로 밝혀졌다. FRI 천체는 일반적으로 중심부에 밝은 제트를 가지고 있는데 비해, FRII 천체는 제트가 희미하지만 전파엽의 양 끝에 밝은 열점(hotspot)을 가지고 있다. FRII 천체는 전파엽의 끝 부분에 에너지를 효율적으로 수송할 수 있는 것으로 보인다. 반면에 FRI 천체의 분사출은 분출되는 동안 상당한 양의 에너지가 복사로 방출된다는 점에서 비효율적으로 보인다.

## 상세 분류
더 상세히 말하면, FRI/FRII 분류는 FRI/FRII 전이가 더 무거운 은하에서 높은 광도로 나타난다는 점에서 숙주 은하의 환경에 달려있다. FRI 제트는 전파방출이 최대인 영역에서 감속 중인 것으로 밝혀졌는데, 그래서 FRI/FRII 전이가 제트/분사출이 성간 물질과의 상호 작용에 의한 준 상대론적인 속도로의 감속 없이 숙주은하를 통해 퍼져나갈 수 있는지 없는지를 반영하는 것처럼 보인다. 상대론적 분사출 효과의 분석으로부터, FRII 전파원의 제트는 전파엽의 끝 부분 까지 상대론적 속도(적어도 0.5c)를 유지하는 것으로 밝혀졌다. 주로 FRII 전파원에서 보이는 열점은 매우 빨라 초음속(소리의 속도는 c/√3에 이를 수 없다)의 제트가 갑자기 전파원의 끝부분에서 멈추면서 발생하는 충격의 가시적 징후로 받아들여진다. 그리고 이들의 분광 에너지 분포는 옆 사진과 일치한다. 종종 다중 열점이 보이는데, 충격 이후 계속되는 흐름이거나 제트의 종점의 이동 둘 중 하나를 반영한다. 전반적인 열점 영역은 때때로 복합 열점(hotspot complex)이라 불리기도 한다.
전파 구조에 기반하여 몇몇 특별한 전파원의 유형에 이름이 주어진다.
- 고전적인 이중 전파원(classical double)은 명확한 열점을 가진 FRII 전파원을 일컫는다.
- 광각 꼬리 전파원(wide-angle tail)은 일반적으로 표준 FRI와 FRII 구조의 중간형 전파원을 일컫는다. 이들은 효율적인 제트와 때때로 열점을 가지며, 전파엽보다는 전파플룸을 가진다. 전파플룸은 은하단의 중심 또는 근처에서 발견된다.
- 협각 꼬리 전파원(narrow-angle tail) 또는 헤드테일 전파원(head-tail)은 숙주은하가 은하단을 이동함으로써 발생하는 램압력에 의해 휘어져 보이는 FRI 전파원을 일컫는다.
- 비대 이중 전파원(fat-double)은 희미한 전파엽을 가지지만 제트나 열점이 없는 전파원을 일컫는다. 그러한 전파원 일부는 에너지 공급이 영구적이거나 일시적으로 중단된 흔적(relic)일 것이다.

## 수명 및 활동
매우 큰 전파은하는 백만 파섹 규모까지 뻗어있는(3C236과 같은 거대 전파은하의 경우처럼) 전파엽 또는 전파플룸을 가지고 있는데, 전파구조의 성장에 관한 시간규모가 수천만 년에서 수억 년 단위임을 암시한다. 이는 매우 작고 어린 전파원의 경우를 제외하면, 우리가 전파원의 활동을 직접 관찰할 수 없음을 의미한다. 그래서 많은 수의 천체에 관한 이론과 추론에 의지해야만 한다. 분명히 전파원은 작은 점에서 시작하여 거대하게 성장해야 한다. 이들의 성장속도가 얼마나 빠른지는 외부물질의 밀도와 압력에 달려있다. 전파엽을 가진 전파원의 경우, 역학적 과정은 꽤 단순하다. 제트는 전파원에 물질과 에너지를 공급하며, 전파엽의 압력을 증가시켜 팽창시킨다. 외부물질의 압력이 가장 높은 시점과, 따라서 역학적인 관점에서의 가장 중요한 시점은 희미하고 뜨거운 가스 X-선 방출이다. 오랜 시간동안 강력한 전파원은 초음속으로 외부물질에 충격을 가해 밀어올리면서 팽창하는 것으로 추정된다. 그러나, X-선 관측은 초음속 팽창에 필요한 강력한 FRII 전파원의 전파엽 내부의 압력이 종종 외부의 열압력과 비슷하고 외부 압력보다 훨씬 크지 않다는 것을 보여준다. 오로지 분명하게 초음속으로 팽창하는 계는 아마 비교적 최근의 활동은하핵의 폭발의 결과로 여겨지는 저출력 전파은하(low-power radio galaxy) 센타우루스자리 A의 전파엽 내부를 포함하는 것으로 알려졌다.

## 숙주 은하와 환경
이러한 전파원들은 한 가지 실증적 예외가 있음에도, 거의 대부분 타원 은하에서 기생하는 것으로 발견된다. 일부 세이퍼트 은하는 약하고 작은 전파 제트를 보여주지만, 강전파로 분류될 만큼 밝은 전파가 아니다. 강전파 퀘이사 및 블레이자의 숙주 은하에 대한 그러한 정보는 이들 또한 타원 은하에서 기생함을 시사한다.
이렇게 타원 은하에 대한 매우 큰 분포에 대한 몇 가지 그럴듯한 이유가 있다. 하나는 타원 은하가 일반적으로 매우 무거운 블랙홀을 포함한다는 것으로, 그래서 매우 밝은 활동은하를 구동할 수 있다는 것이다(에딩턴 광도 참고). 다른 하나는 타원은하가 일반적으로 전파원에 국한하여 대규모의 은하간물질을 제공하는 부유한 환경에 위치한다는 것이다. 또한 나선은하에서의 많은 양의 차가운 가스가 어떻게 해서 뭉개지거나 억눌려서 제트를 형성할 수도 있다. 지금까지 관측에 대한 설득력 있는 단일 설명은 없다.

## 통합 모형
서로 다른 유형의 강전파 활동 은하는 통합 모형(unified model)에 의해 연결지어 진다. 강력한 전파 은하 및 강전파 퀘이사에 대한 통합 모형의 정설화로 이어지는 중요한 관측은 모든 퀘이사가 우리의 방향으로 분사하고 있는 것처럼 보인다는 것이다. 은하핵에서 초광속 운동과, 우리에게 가장 가까운 전파원 방향으로 밝은 제트를 보여주면서, 말이다(랭-게링턴 효과). 이것이 사실이라면 전파원은 반드시 우리를 향하여 분사하고 있지 않아야 하고, 우리가 전파엽이 분사출에 영향을 받지 않는다는 것을 알고 있으므로, 퀘이사의 은하핵이 방출원이 측면에서 보일 때 가려져서 전파은하로 보이게 되는 것이다. 적어도 일부 강력한 전파은하들은 '숨겨진' 퀘이사를 가지고 있는 것으로 받아들여지고 있다. 그러한 모든 전파은하가 수직으로 본다면 퀘이사로 보일 것인지는 명확하지 않긴해도 말이다. 같은 방법으로, 저출력 전파은하는 도마뱀자리 BL 천체에 관한 그럴듯한 모집단이다.

## 전파 은하의 사용

#### 먼 전파원
전파 은하와 강전파 퀘이사는 멀리 있는 은하를 찾기 위해 특히 80년대와 90년대에 폭 넓게 이용되어 왔다. 전파 스펙트럼을 기반으로 엄선하고 숙주 은하를 관측함으로써 말이다. 이로써 적은 노력과 망원경 사용시간으로 큰 적색편이의 천체를 찾을 수 있는데, 이 방법의 문제는 활동은하의 위치가 그 적색편이에서의 은하가 아닐 수 있다는 것이다. 마찬가지로, 전파은하는 과거에 멀리 있는 X-선 방출 은하단을 발견하기 위해 이용되어 왔다. 그러나 최근에는 선입견 없는 추정 방법이 선호되고 있다.

#### 표준자
일부 연구는 우주론 계수를 측정하기 위한 표준자로서 전파은하를 이용하는 것을 시도를 했었다. 이 방법은 전파은하의 크기가 나이와 환경에 달려있기 때문에 매우 어렵다. 그래도 전파은하에 기반한 방법이긴 하나 전파원의 모형을 이용할 때, 다른 우주론적 관측과 함께 좋은 협의를 제공할 수 있다.

#### 주변에 미치는 영향
전파원의 초음속 팽창 여부는, 그것이 팽창하여 에너지를 가해 외부물질을 가열시키고 밀어내기 때문에, 외부물질에 대한 연구가 반드시 행해져야 한다. 강력한 전파원의 전파엽에 저장된 최소 에너지는 1053 J이다. 그러한 전파원에 의해 외부물질에 행해지는 일의 양에 관한 최저 한계는 앞의 값의 수배는 된다. 현재 많은 전파원에 대한 관심사는 오늘날 이들이 은하단의 중심에 있음으로써 가지는 효과에 초점을 두고 있다. 마찬가지로 다른 흥미로운 관심사는 이들이 우주론적 시간에 따라 구조의 형성에 영향을 미칠 수 있다는 것이다. 이들은 매우 무거운 천체의 형성을 느리게 하는 피드백 메커니즘을 제공할 것으로 여겨지고 있다.

## 용어
보통 퀘이사와 전파 은하가 동일한 천체로 여겨지기 때문에 폭넓게 이용되는 용어는 불편하다(위 참고). DRAGN(double radiosource associated with galactic nucleus, 은하핵과 연관된 이중 전파원)라는 두문자어가 만들어진 적이 있었다. 그러나 이 용어의 사용은 아직까지도 중단되지 않았다. 외부은하 전파원(extragalactic radio source)도 널리 사용되지만, 특히 폭발적 항성생성 은하와 같은 다른 많은 외부은하 천체도 전파 탐사로 관측되기 때문에 혼란을 줄 수 있다. 강전파 활동 은하(radio-loud active galaxy)는 모호성이 없으므로 이 기사에서 자주 사용된다.

## 같이 보기
- 상대론적 제트
- M-시그마 관계
- 죽은 별 은하
- 퀘이사
- 블레이자